# Англо-японська стилістика
Англо-японська стилістика (англ. Anglo-Japanese style) — один з різновидів стилістики в створенні інтер'єрів та ужиткового мистецтва в Англії, в другій половині 19 ст.

## Історія
Речі ужиткового мистецтва країн Азії прибули у Західну Європу з товарами і прянощами Ост-Індської кампанії. Мала обізнаність в культурі азійських країн в ту пору привела до плутанини і ужиткові речі та порцеляна Японії чи В'єтнаму йшла як китайські. Речі зберігали характер екзотики і повної несхожості з ужитковими речами португальців, нідерландців, німців, англійців. Перелом у пізнанні японського культурного феномену прийшовся на 19 століття, коли Імперська Японія відкрила власні кордони в межах політики, котра отримала назву революція Мейдзі.
Лише ретельне вивчення мистецьких виробів Китаю, прочитання ієрогліфічних написів та порівняння з дійсно японськими артефактами надало можливості видалити вироби японських майстрів з китайських колекцій. Схожість стилістики і часті запозичення зразків і технологій Китаю, однак, не згасили повністю особливості японського мистецтва — мужнішого, вишукано строгого, не схильного до сантиментів, обмежено використовуючого декоративність.

## Еміль Гіме і японське мистецтво
Промисловець з міста Ліон Еміль Ґіме (фр. Émile Guimet) (1836—1918) спочатку мав намір створити музей, присвячений релігіям Єгипту, Азії, а також античним релігіям. В основу майбутнього музею передбачалося покласти колекцію, зібрану Емілем Ґіме під час його подорожей: він відвідав Грецію, арабський Єгипет, а потім здійснив навколосвітню подорож (1876) із зупинками в Японії, Китаї та Індії.
Він добре приготувався до подорожі — в традиціях освітніх подорожей аристократа. Окрім валіз був узятий і художник, в обов'язки якого входило замальовувати речі і явища, які не підлягали купівлі і вивезенню у Францію (архітектурні споруди, замки, монастирі, краєвиди тощо). Під час перебування в Японії Ґіме невпинно навідувався в крамниці і покинуті монастирі, наполегливо купував картини, гравюри, скульптури, сувої. Він вивіз 300 (триста) картин, 600 (шістьсот) скульптур, 1.000 сувоїв, причетних до різних галузей мистецтва, науки, писемності.
Вперше ця колекція була виставлена в Ліоні в 1879 році. Враховуючи виняткову мистецьку і наукову вартість колекцій Ґіме вже 1889 року її вивезли до Парижа.

## Японське мистецтво у Британії
В Британській столиці знайомство з оригіналами японського мистецтва відбулося трохи раніше за Францію. Ще 1852 року Музей декоративного мистецтва в Лондоні придбав збірку японської порцеляни та японських лакових виробів. 1854 року була придбана збірка японських художніх виробів у Акварельного товариства Лондона в кількості тридцять сім (37) одиниць, тобто помітно менше за колекцію француза Еміля Гіме. На міжнародній виставці 1862 року невелика японська колекція з бринських збірок була розцінена як одна з найбільш впливових подій в історії японського мистецтва в країнах Заходу.
На появу нових речей відреагували художники, серед них — Джеймс Вістлер та його оточення. Прихильно ставились до японського мистецтва і художники-прерафаеліти, хоча впливи японської естетики на картини Вістлера були помітно більшими (пошуки в одному колориті, краєвиди з туманами, мости тощо). Так звана «Зала павичів», над створенням котрої працював Джеймс Вістлер, була створена під впливами саме японського мистецтва.
На хвилі розповсюдження історичних стилів англо-японська стилістика в інтер'єрах стала одною зі складових модного декору. Тим паче, що стилів (або стилістик) створення інтер'єрів в західноєвропейській художній практиці затвердилось набагато більше, ніж стилів в архітектурі. Їх кількість в 20 столітті тільки збільшилась (від марокканського чи прованського до мінімалізму).

## Поява англо-японської стилістики
Зрозуміло, що японські впливи на британське меблярство були поверхневими і обмеженими, позаяк тут були власні традиції і вимоги до їх зручності. Часто ці впливи обмежувались спрощеними формами та декором, котрий лише нагадував декоративні мотиви Японії
Англо-японська стилістика мала помітний вплив на керамічне виробництво Британії, котре ще з 18 століття мало місцеві особливості, відмінні від керамічних мануфактур на континенті.
- Порцеляна Вустер доволі вдало використовувала стилістику порцеляни Японії.
- Керамика Watcombe, що виробляли в Девоні, виготовляла вироби без глазурі, котрі копіювали японські форми і їх естетику природної фарби теракоти.
- 1879 року було засноване виробництво кераміки на фабриці Linthorpe, декоративні якості котрої не мали аналогів на британському ринку. Ця кераміка мала помітну естетику японських виробів.
- Японські впливи мало і скловарне виробництво Британії.

Хронологічні межі англо-японської стилістики простяглися від 1851 до 1900 р.

## Обрані твори (галерея)

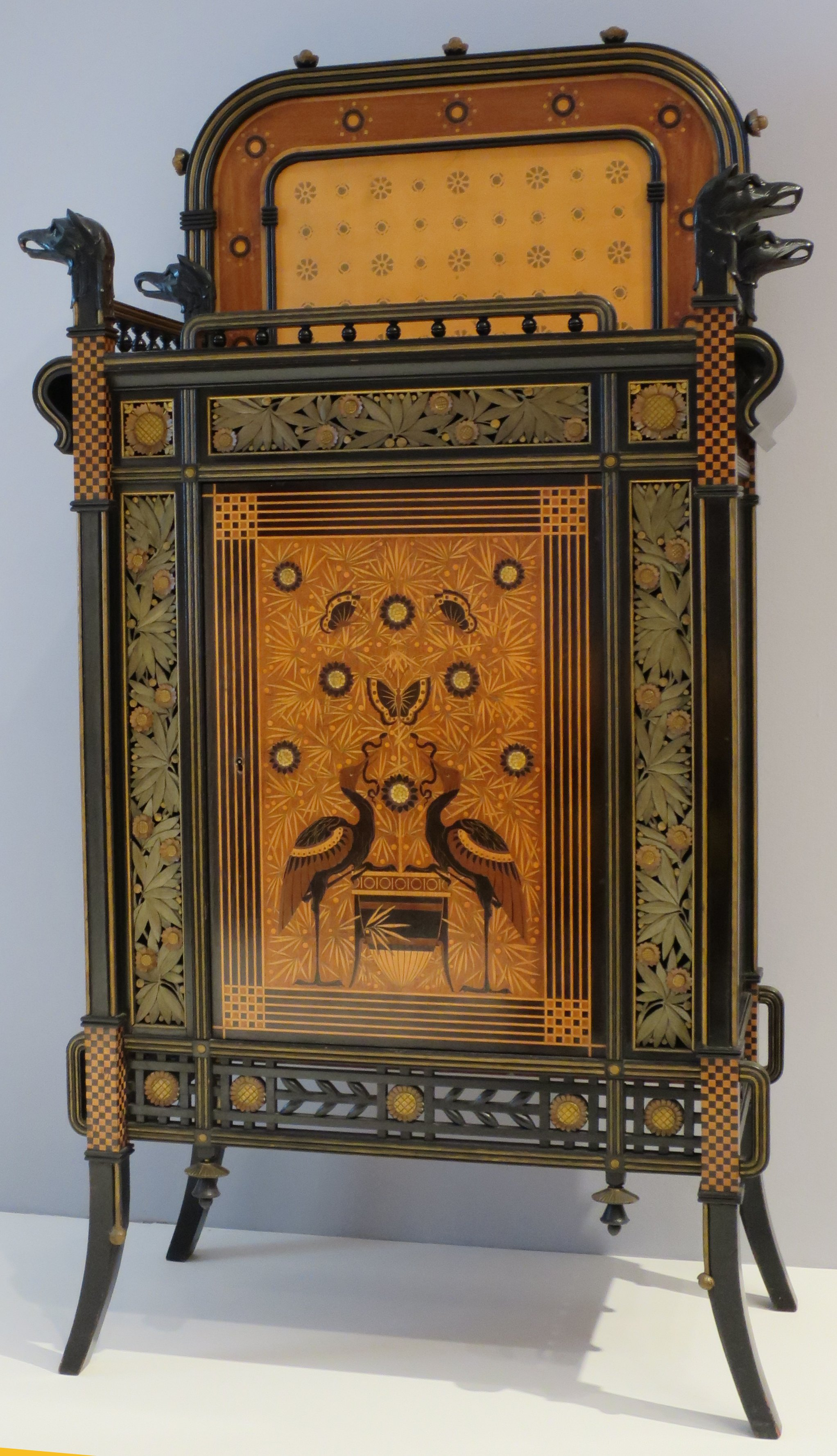
Музичний кабінет, фірма Брати Гертер, бл. 1875 р.

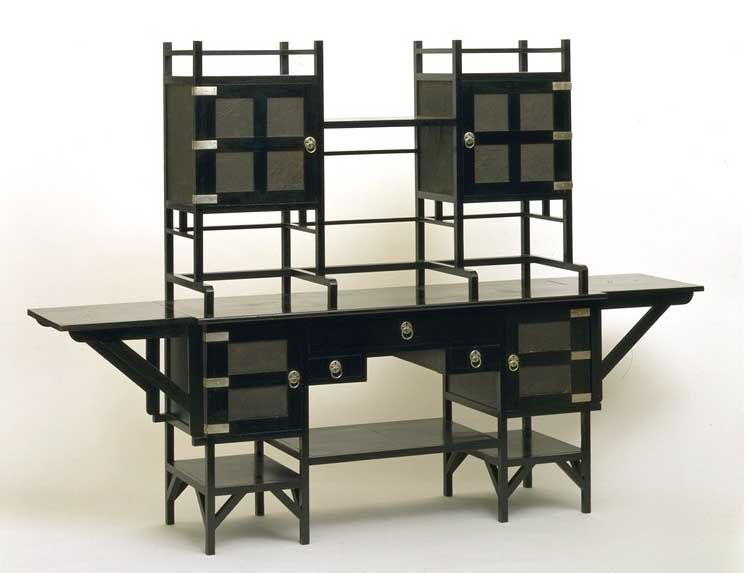
Едвард Вільям Годвін. Стіл-сервант або стіл-кабінет, до 1870 р. Музей Вікторії й Альберта, Лондон.
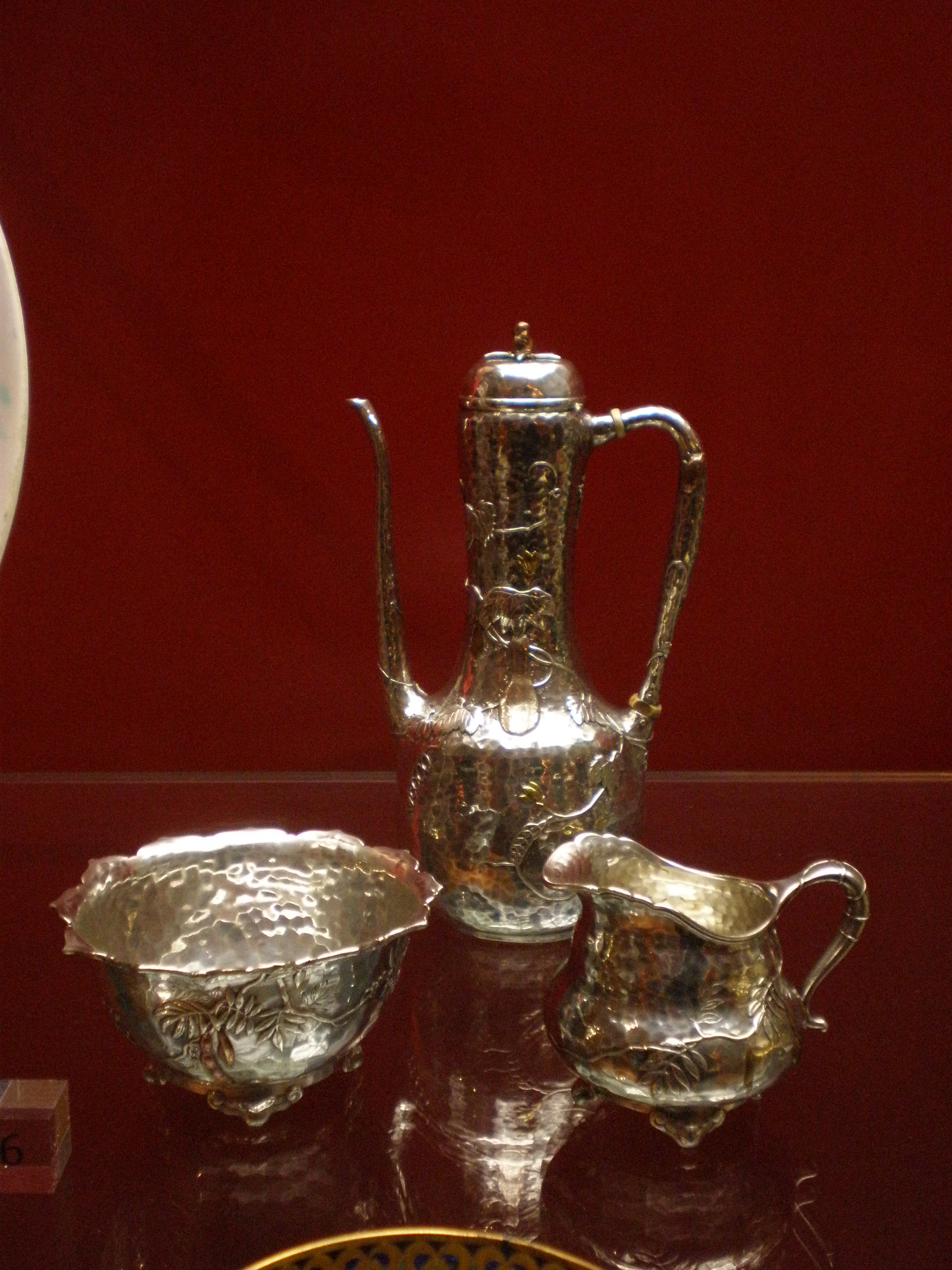
Срібний сервіз для кави, фірма «Тіффані і Ко», до 1880 р.
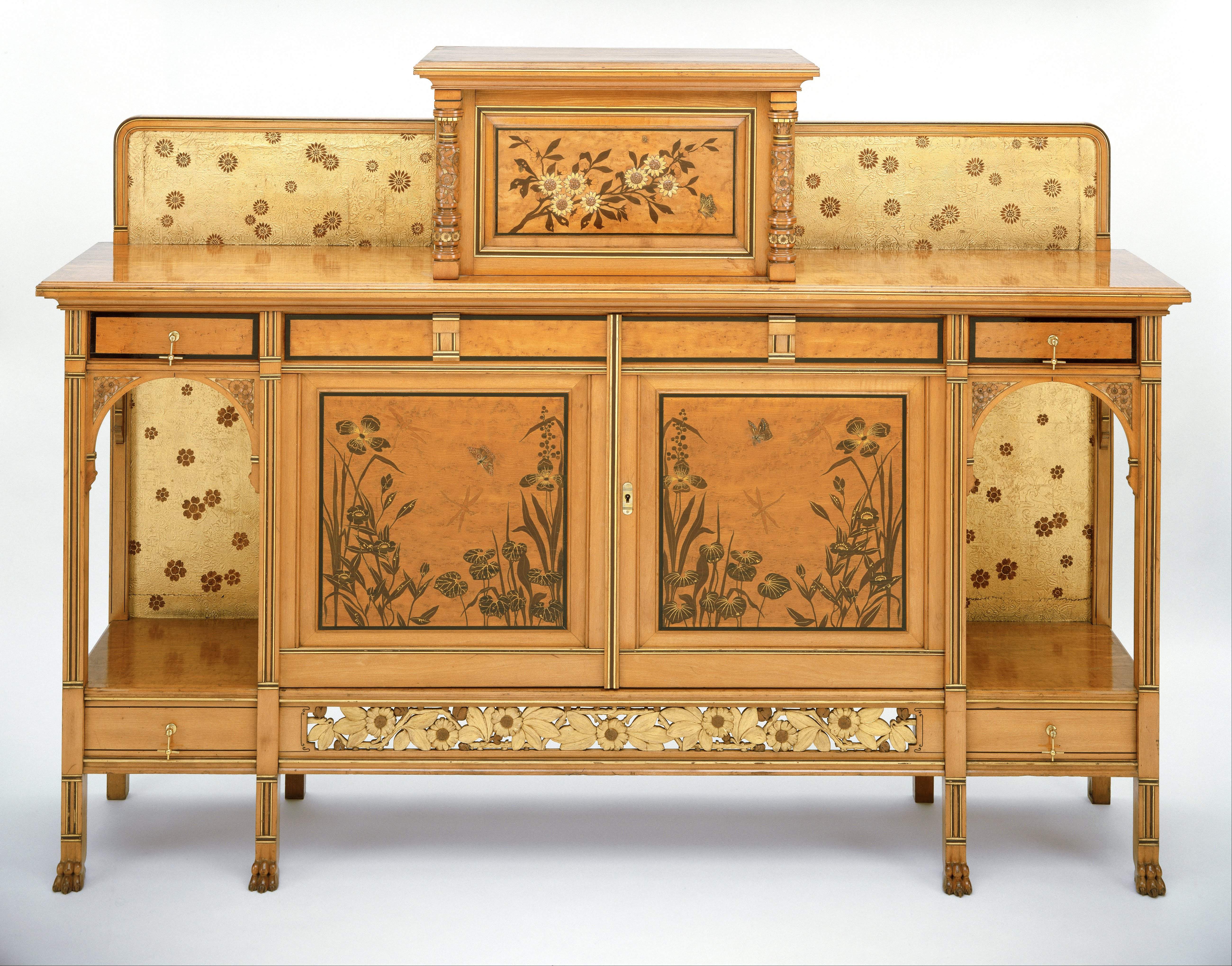
Кабінет, фірма Брати Гертер, бл. 1880 р.